# Mikołajki
Mikołajki é um município da Polônia, na voivodia da Vármia-Masúria e no condado de Mrągowo. Estende-se por uma área de 8,85 km², com 3 852 habitantes, segundo os censos de 2017, com uma densidade de 413,3 hab/km².